# Aukana

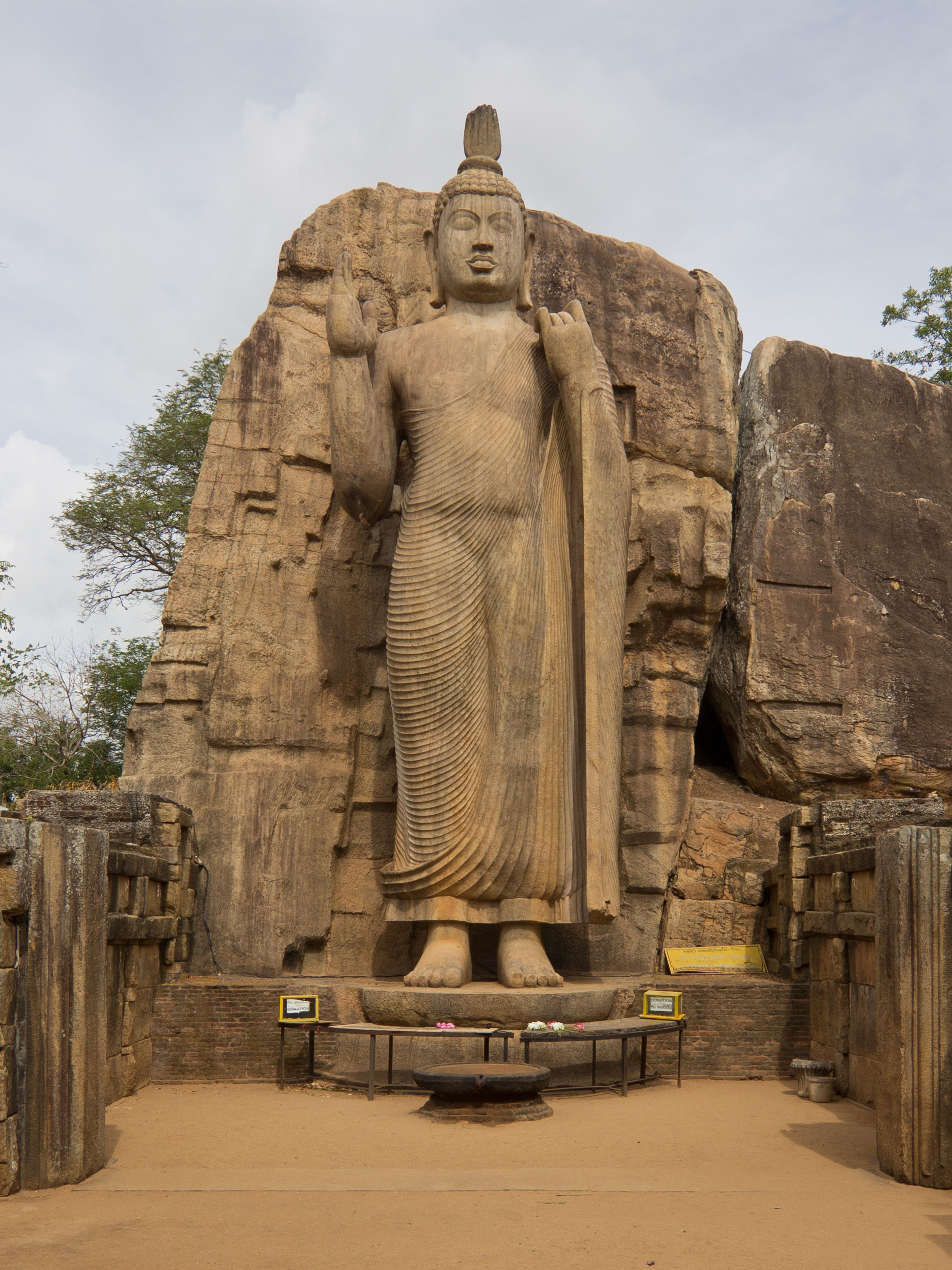
Socha Buddhy, v pozadí pozůstatky chrámové zdi

Aukana je název památkové oblasti na Srí Lance, kde se nachází pozůstatky buddhistického chrámu se sochou Buddhy, která je největší sochou na Srí Lance vůbec. Oblast leží v provincii Anuradhápura.
Socha Buddhy je vysoká 13 metrů a je vytesána do skalního masivu. Buddha je zahalen v mnišském rouchu s dosud dobře rozeznatelnými detaily. Jeho pravé rameno je odhalené a ruka jakoby kyne na pozdrav, zatímco levá, zahalená ruka se jemně dotýká ramene. Buddha stojí na kamenném podstavci a hned za ním se nachází pozůstatky chrámových zdí.
Počátky sochy sahají do 5. století do doby vlády krále Dathuseny.